# Ceraclea complicata
Ceraclea complicata är en nattsländeart som först beskrevs av Kobayashi 1984.  Ceraclea complicata ingår i släktet Ceraclea och familjen långhornssländor. Inga underarter finns listade i Catalogue of Life.